# Ilja Čiževskij
Ilja Pětrovič Čiževskij (rusky Илья Петрович Чижевский; 5. února 1978 Petrohrad, Sovětský svaz) je ruský podnikatel a bankéř. V roce 2000 absolvoval Technickou univerzitu v Petrohradě. V roce 2003 začal pracovat pro regionální Citibank v Moskvě. V letech 2006 až 2012 zastával různé řídící funkce v GE Capital. Pak působil ve společnosti Société Générale. V červnu 2013 se připojil ke skupině OTP Bank, kde získal post prezidenta ruské pobočky v roce 2015. Je považován za jednoho z nejúspěšnějších podnikatelů Ruska.